# American Flagg!
American Flagg! est une bande dessinée créée par Howard Chaykin en 1983. Elle a été publiée jusqu'en 1988 aux États-Unis d'Amérique sous forme de comic books par First Comics. 
Située à Chicago au début des années 2030, cette bande dessinée de science-fiction parodique a également eu pour contributeurs après le départ de Chaykin les scénaristes Steven Grant, J. M. DeMatteis et Alan Moore. 

## Publication
- American Flagg!, 50 numéros, First Comics, 1983-1988.
- American Flagg! Definitive Edition vol. 1, Image Comics et Dynamic Forces, 2008, 456 p.  (ISBN 9781582409832) Reprend les quatorze premiers numéros du comic book et des inédits.
- American Flagg!, Dynamic Forces, 2008.  (ISBN 0974963844) Reprend les douze premiers numéros du comic book.
- American Flagg! , Urban Comics, nov 2021.  (ISBN 9791026825098) Reprend, en français, les 14 premiers numéros de la série + "I Want my Empty V", qui forment une histoire complète (page de l'éditeur).

### Documentation
- (en) Brannon Costello, « American Flagg! », dans M. Keith Booker (dir.), Encyclopedia of Comic Books and Graphic Novels, Santa Barbara, Grenwood, 2010, xxii-xix-763 (ISBN 9780313357466), p. 26-28.
- (en) Robert Stanley Martin, « American Flagg! », dans The Comics Journal n°299, Fantagraphics, août 2009, p. 103-105.
- Paul Gravett (dir.), « De 1970 à 1989 : American Flagg! », dans Les 1001 BD qu'il faut avoir lues dans sa vie, Flammarion, 2012 (ISBN 2081277735), p. 462.